# 邢军 (1942年)
邢军（1942年6月—），女，汉族，天津人，中华人民共和国政治人物，曾任中共天津市委常委、组织部部长，天津市人事局局长，天津市人大常委会副主任，第十届全国人大代表、常委会委员。